# 龙宫滩摩崖石刻
龙宫滩摩崖石刻，位于中国广东省清远市连州市龙潭镇连江东岸，为连州市的一个市级文物保护单位，类型为石窟寺及石刻，公布时间为1996年8月。
龙宫滩摩崖石刻的历史年代为清代。